# سنگین‌مردمان
«سنگین مردمان» (به انگلیسی: Them Heavy People) تک‌آهنگی از کیت بوش خواننده/ترانه‌سرای اهل بریتانیا است که در سال ۱۹۷۸ میلادی منتشر شد. این تک‌آهنگ در آلبوم لگد درون قرار داشت.